# Jean-Christophe Boullion
Jean-Christophe Boullion (Saint-Brieuc, 27 december 1969) is een Frans autocoureur. Hij maakte zijn Formule 1-debuut in 1995 bij Sauber en nam deel aan 11 Grands Prix. Hij scoorde drie punten.
Hij startte zijn racecarrière in de karting en stapte vervolgens over naar de Formule Ford 1600 cc in 1989. Het jaar erna won hij de Franse titel en stapte over naar de Formule 3. 1993 was zijn eerste jaar in de Formule 3000 en won het kampioenschap in 1994. Hij ging testen voor Williams maar mocht het grootste gedeelte van 1995 bij Sauber Karl Wendlinger vervangen. Hij scoorde tweemaal punten maar deed het nooit beter dan teamgenoot Heinz-Harald Frentzen. Het volgende jaar ging hij opnieuw testen voor Williams en later ook nog voor Tyrrell.
In 1996 racete hij een korte tijd in de Renault Spider Eurocup, waarna hij in de British Touring Car Championship ging rijden met de Renault Laguna. In 2000 ging hij in sportwagens rijden, waarna hij ook verschillende keren reed in de 24 uren van Le Mans. Hij behaalde een derde plaats in de 24 uren van Le Mans in 2007, samen met Emmanuel Collard en Romain Dumas voor Pescarolo Sport.